# Saf Minal
Die Saf Minal ist ein 6911 m hoher ein Berg im Himalaya in Uttarakhand (Indien). 
Der Berg befindet sich im Distrikt Chamoli im östlichen Garhwal-Himalaya im Nanda-Devi-Biosphärenreservat. Der Saf Minal liegt auf einem Bergkamm, der die 3,73 km entfernte Kalanka (6931 m) im Südwesten mit dem ostnordöstlich gelegenen Rishi Pahar (6992 m) verbindet. Der Uttar-Rishi-Gletscher befindet sich an seiner Südostflanke, der Baginigletscher an seiner Nordwestflanke.

## Besteigungsgeschichte
Der Saf Minal wurde am 27. September 1975 von einer japanischen Bergsteigergruppe von Süden her erstbestiegen.
Im Oktober 2004 bestiegen der US-Amerikaner John Varco und der Brite Ian Parnell den Gipfel über die schwierige Nordwestflanke.